# Alépé

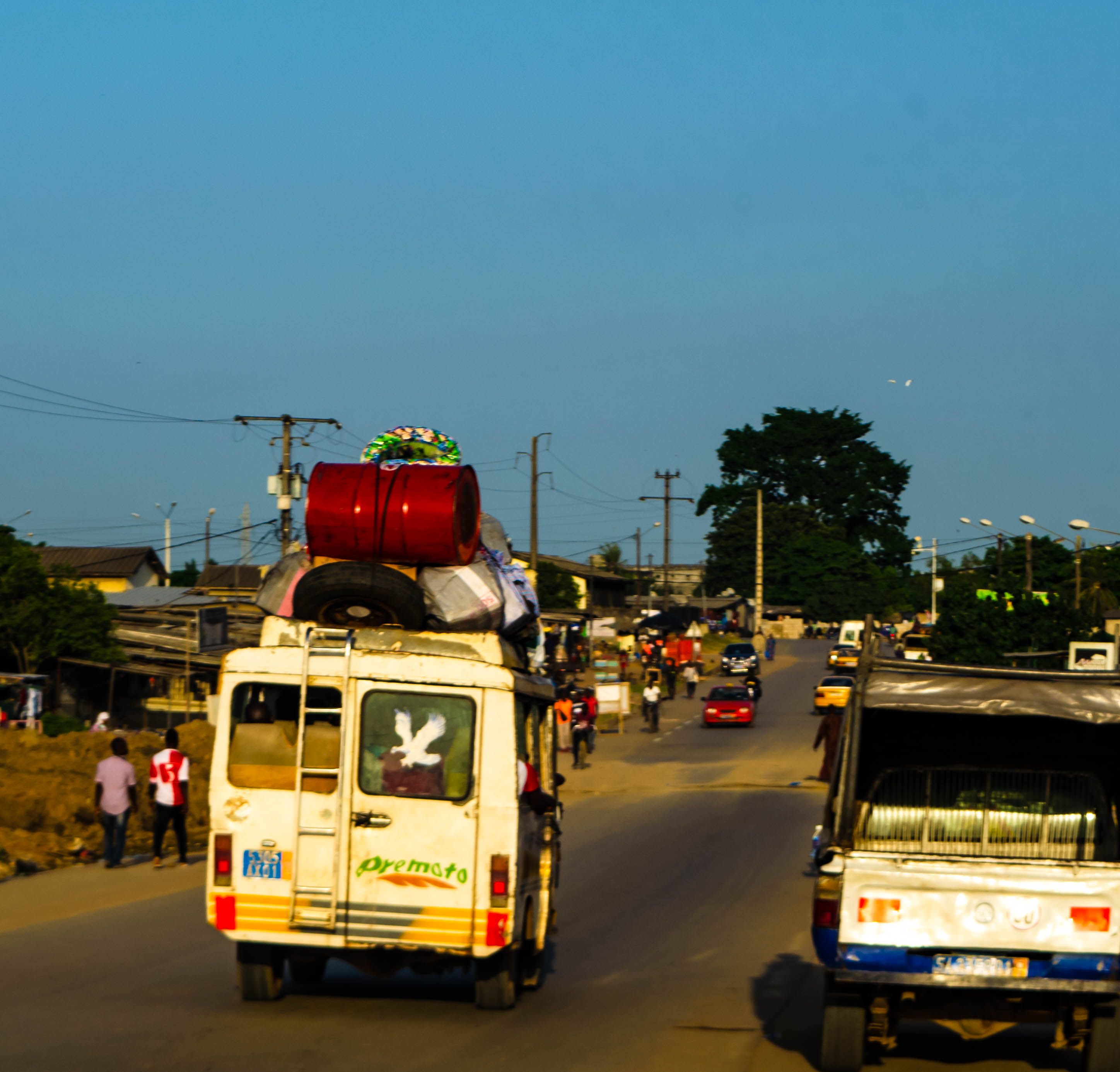
Gbaka reliant Alépé à Abidjan.

Alépé est une ville de Côte d'Ivoire située à 45 km au nord-est de la capitale économique du pays, Abidjan. C'est une préfecture dont la population est en grande partie issue du peuple Attié, et  avec également une population Agni, Gwa.
Administrativement, elle est située dans la Région de La Mé qui regroupe également les villes d’Adzopé, Akoupé et Yakassé-Attobrou.

## Administration
Une loi de 1978 a institué 27 communes de plein exercice sur le territoire du pays.
| Date d'élection | Identité             | Parti       | Qualité         | Statut |
| --------------- | -------------------- | ----------- | --------------- | ------ |
| 1960            | Aho Oka              | PDCI-RDA    | Homme politique | élu    |
| 1980            | Alloh Batafoe Jérôme | PDCI-RDA    | Homme politique | élu    |
| 1985            | Sombo Yapi           | PDCI-RDA    | Homme politique | élu    |
| 1990            | Sombo Yapi           | PDCI-RDA    | Homme politique | élu    |
| 1995            | Ahouchi Yapo         | FPI         | Homme politique | élu    |
| 2001            | Ahouchi Yapo         | FPI         | Homme politique | élu    |
| 2013            | Abe Paul             | Indépendant | Homme politique | élu    |
| 2018            | Ossin Yapi           | RHDP        | homme politique | élu    |

## Historique
D’origine Akan, les Akyés lepin ou ” han-le-pin ” en langue Akyé qui veut dire littéralement nous ne sommes ni une dette, ni un fardeau, sont issus de la grande famille akye émigrés en terre ivoirienne, en provenance du Ghana autour du 18e siècle, sous la poussée de multiples facteurs. Les Akyés Lepin, suivant le cours du fleuve comoé, se lancent à la quête de terres paisibles sous la conduite de leur chef Ale. Si tôt parvenus en pays M’batto, les Akyés Lepin sont confrontés à la résistance farouche des autochtones Gwa. Pourchassés et dispersés, les Lepin se rassemblent de nouveau à Bemidji, lieu de ralliement à l’appel du chef Abro Adje.

## Sports
La ville compte deux clubs évoluant en Championnat de Côte d'Ivoire de football D3 : La Juventus d'Alépé et le Santa Cruz d'Alépé.

## La région
Le département d'Alépé a une superficie de 2 700 km2 et une population estimée à 107 000 habitants. La densité y est de 46 hab./km2 avec un taux d'accroissement de 2,9 %.
Située au sud-est de la Côte d’Ivoire, Alépé est une ville à 45 km d’Abidjan. Elle est limitée au nord par les villages de Yakasse-Comoé et M Bohin, au sud le village d’Andou-Mbatto, à l’est la sous-préfecture de Bongo, et à l’ouest les villages de AHOUTOUE,  Grand Alépé et Memni.
Comme toute la région sud, Alépé connaît quatre saisons : une grande saison des pluies (avril-juillet), une petite saison des pluies (octobre-décembre), une grande saison sèche (janvier-mars) et une petite saison sèche (août-septembre).
On y pratique des « cultures de rente » : le café, le cacao, le palmier à huile, l'hévéa, la banane douce.

## Personnalités liées à la région
- Jacques Anouma

## Agriculture
Les principales activités sont le café, le cacao, l’hévéa et le palmier à huile. Les cultures vivrières y sont également cultivées avec une percée fulgurante du manioc qui sert à la fabrication de l’attiéké, un mets très consommé et commercialisé dans tout le pays.

## Culture
En ce qui concerne les activités culturelles, elles sont dominées par la célébration des fêtes de générations en pays Akyé et Gwa. Le département regorge de nombreuses danses traditionnelles comme le Sida, le N’de, le Biechomin et bien d’autres qui font partie du riche patrimoine culturel Akyé.

## Industrie
Quelques structures industrielles sont également présentes sur le sol telles que : ITRAD-TALIN. Elles sont spécialisées dans le conditionnement des fruits et des feuilles de l’arbre dont les feuilles servent à emballer de l’attiéké pour alimenter une industrie pharmaceutique en Grande Bretagne ; ADAM-AFRIQUE et PALM-AFRIQUE qui exercent dans l’extraction de l’huile de palme.

## Commerce
La ville se nourrit des activités du marché et de quelques magasins. On y pratique également l’élevage de bovins, ovins, porcins et de volailles.
Quant à la pêche, elle se pratique à l’état traditionnel sur la Comoé.

## Tourisme et Artisanat
La commune d’Alépé s’épanouissant dans une cuvette située sur la berge de la comoé, regorge de nombreux atouts touristiques dont la valorisation participera à l’essor du tourisme local. Elle bénéficie d’un réseau routier et fluvial praticable. Ainsi, l’accessibilité de la ville permet de découvrir une riche culture faite de danses populaires, Biechomin, sida, Ado, Akounde, etc., de fêtes de génération et le tout couronné par l’art culinaire autochtone, qui ravive l’appétit à travers le biekosseu et le vebeusseu. Il faut ajouter à ce potentiel, les sites qui font revivre une émouvante et riche histoire des peuples de la commune d’Alépé. Quant à l’activité artisanale, elle est inexistante.